# Prozessphilosophie
Prozessphilosophie ist eine Bezeichnung für metaphysische Konzeptionen, die Ereignisse und Prozesse als die grundlegenden Elemente der Realität darstellen. Damit verbunden ist in der Regel die Ablehnung einer Metaphysik, die stabile Substanzen als Grundelemente anführt. Letztere sogenannte Substanzmetaphysik dominiert seit der griechischen Antike die Diskussion in der abendländischen Philosophie und zum Teil auch in anderen Disziplinen.

## Geschichte
Der erste Prozessphilosoph der abendländischen Geschichte dürfte Heraklit sein, auch wenn sein Ansatz noch auf der Grenze zwischen Mythos und Theorie (im modernen Sinne) steht. Sein berühmtes Diktum „panta rhei“ („Alles fließt“) trifft aber bereits die wesentliche Grundentscheidung der Behauptung eines Primats des Werdens vor dem statischen Sein.
Unter den großen philosophischen Autoren werden teilweise auch Aristoteles, Nietzsche, Leibniz, Hegel und Spinoza der Prozessphilosophie zugeordnet.
Die aristotelische Philosophie weist insofern stark prozessphilosophische Elemente auf – und gerade darin unterscheidet sie sich signifikant von ihren platonischen Wurzeln –, als sie in Umkehrung der sogenannten platonischen Ideenlehre behauptet, dass sich alle Dinge auf ein metaphysisch vorbestimmtes Ziel (telos) hin entwickeln. Ihre Entwicklung verläuft folglich nicht zufällig, sondern auf einer als ihr Formziel, das heißt ihrer definierten Vollendlichkeit (entelecheia), vorgegebenen Bahn. Auf dem Wege dorthin bewegt sich jeder Gegenstand in dem Umfange, wie seine Entelechie noch nicht realisiert ist, in einer Art Möglichkeitszusammenhang, der sogenannten dynamis. Der jeweils realisierte Zustand ist seine energeia, das heißt wörtlich „das Arbeitshaltige“ und kann interpretiert werden als das bereits an ihm Realisierte. Prozessphilosophisch ist dieser Ansatz außerordentlich entwickelt, weil er bereits einen konsistenten Zusammenhang von Werden und Sein entwirft.
Einen großen Sprung im prozessphilosophischen Denken lösten die Philosophen der Romantik und des Deutschen Idealismus aus, die – angeregt durch das neu entstehende chemische Wissen im 18. Jahrhundert – eine Vorstellung der Welt als Organismus entwickelten. So etwa Friedrich Schlegel, der den Prozess als Zentralbegriff der Wissenschaft kennzeichnete, vor allem aber Schelling, für den sich Prozess und Organisation wechselseitig aufeinander beziehen und der schließlich vom „absoluten Prozess“ sprach. In diesem Denken nimmt Hegel eine besondere Bedeutung ein. Seine Konzeption der Dialektik ist keineswegs nur eine Methode des Denkens, sondern beansprucht ausdrücklich ontologische Geltung. Dies führt Hegel geschlossen in seiner Wissenschaft der Logik aus. Die Welt ist demzufolge ein riesiger Entwicklungsprozess. Allerdings sieht Hegel ein Ziel dieser Entwicklung, bei dessen Erreichen der von ihm beschriebene Entwicklungsprozess, zumindest theoretisch, endet. Dieses Ziel stellt er als das Sich-selbst-Bewusstwerden des objektiven Geistes dar, das sich keimhaft bereits in jedem Begriff äußert. Das Ziel des hegelschen Weltprozesses ist also immer noch – ähnlich wie bei Aristoteles und seiner Konzeption der entelecheia – ein gewissermaßen idealer Endzustand jeglicher Entwicklung. Der Prozess ist auch bei ihm nur Mittel zum metaphysischen Zweck.
Karl Marx übertrug das Denken von Prozessen auf gesellschaftliche Verhältnisse, indem er von „Lebensprozessen“ sprach. „Die Gesamtheit dieser Produktionsverhältnisse bildet die ökonomische Struktur der Gesellschaft, die reale Basis, worauf sich ein juristischer und politischer Überbau erhebt und welcher bestimmte gesellschaftliche Bewußtseinsformen entsprechen. Die Produktionsweise des materiellen Lebens bedingt den  sozialen, politischen und geistigen Lebensprozeß überhaupt. Es ist nicht das Bewußtsein der Menschen, das ihr Sein, sondern umgekehrt ihr gesellschaftliches Sein, das ihr Bewußtsein bestimmt.“ Hiervon machen die ökonomischen Prozesse von Produktion, Distribution, Austausch und Konsumtion einen wesentlichen Teil aus, wie sie „bei jedem organischen Ganzen“ wiederzufinden sind.
„Die Arbeit ist zunächst ein Prozeß zwischen Mensch und Natur, ein Prozeß, worin der Mensch seinen Stoffwechsel mit der Natur durch seine eigne Tat vermittelt, regelt und kontrolliert. [...] Indem er durch diese Bewegung auf die Natur außer ihm wirkt und sie verändert, verändert er zugleich seine eigne Natur.“
In seiner frühen Schrift Vom Nutzen und Nachteil der Historie für das Leben wandte Friedrich Nietzsche sich entschieden gegen die Vorstellung Eduard von Hartmanns (und indirekt damit auch gegen Hegel) von einem „Weltprozess“, dem der Mensch unterlegen ist. Der Mensch ist nicht der „Macht der Geschichte“ ausgeliefert.
„Seht euch nur die Religion der historischen Macht an, gebt Acht auf die Priester der Ideen-Mythologie und ihre zerschundenen Kniee! Sind nicht alle Tugenden im Gefolge dieses neuen Glaubens? Oder ist es nicht Selbstlosigkeit, wenn der historische Mensch sich zum objectiven Spiegelglas ausblasen lässt? Ist es nicht Grossmuth, auf alle Gewalt im Himmel und auf Erden zu verzichten, dadurch dass man in jeder Gewalt die Gewalt an sich anbetet?“
Andererseits hat Nietzsche später seine Auffassung von einer organischen Ontologie der Welt deutlich zum Ausdruck gebracht. Er interpretierte das prozesshafte Werden als Kreislaufgeschehen, als Ewige Wiederkunft. Dabei betrachtete er die Sicht auf die organischen Prozesse als ein Deuten und Werten, in dem der Wille zur Macht zum Ausdruck kommt.
„Der Wille zur Macht interpretirt: […] er grenzt ab, bestimmt Grade, Machtverschiedenheiten. Bloße Machtverschiedenheiten könnten sich noch nicht als solche empfinden: es muß ein wachsen-wollendes Etwas da sein, das jedes andere wachsen-wollende Etwas auf seinen Werth hin interpretirt. Darin gleich — — In Wahrheit ist Interpretation ein Mittel selbst, um Herr über etwas zu werden. (Der organische Prozeß setzt fortwährendes Interpretiren voraus). […] Man darf nicht fragen: “wer interpretirt denn?” sondern das Interpretiren selbst, als eine Form des Willens zur Macht, hat Dasein (aber nicht als ein “Sein,” sondern als ein Prozeß, ein Werden) als ein Affekt.“
Dies gilt auch für die Ablehnung der naturwissenschaftlichen Vorstellungen von Substanzen:
„Kampf der Atome, wie der Individuen, aber, bei gewisser Stärkeverschiedenheit wird aus zwei Atomen Eins, und aus zwei Individuen Eins. Ebenso umgekehrt aus Eins werden zwei, wenn der innere Zustand eine Disgregation des Macht-Centrums bewerkstelligt.— Also gegen den absoluten Begriff “Atom” und “Individuum”! Das Atom kämpft um seinen Zustand, aber andere Atome greifen es an, um ihre Kraft zu vermehren. Beide Prozesse: den der Auflösung und den der Verdichtung als Wirkungen des Willens zur Macht zu begreifen. Bis in seine kleinsten Fragmente hinein hat er den Willen, sich zu verdichten. Aber er wird gezwungen, um sich irgendwohin zu verdichten, an anderer Stelle sich zu verdünnen usw. Weltkörper und Atome nur größenverschieden, aber gleiche Gesetze.“
Im zwanzigsten Jahrhundert hat besonders die Philosophy of Organism des englischen Mathematikers und Philosophen Alfred North Whitehead und seines Schülers Charles Hartshorne die heutige Charakterisierung der Prozessphilosophie beeinflusst. In einer prozessphilosophischen Denktradition stehen aber auch Henri Bergson, Charles Peirce, John Dewey, William James und Nicholas Rescher.

## Nicholas Rescher
In der Gegenwartsphilosophie ist Nicholas Rescher der prominenteste Vertreter der Prozessphilosophie. Er beschreibt Prozessphilosophie als eine allgemeine metaphysische Theorie über die Realität und das menschliche Wissen darüber. Die grundlegende ontologische Kategorie der Prozessphilosophie ist der Prozess, ist die These, dass die Natur vorrangig aus Prozessen und Veränderungen besteht und dass Dinge bereits abgeleitete Abstraktionen im Zuge der Erkenntnis sind. Dinge sind nicht mehr als eine zeitlich begrenzte stabile Ordnung von Prozessen. Rescher hebt vor allem drei Charakteristika von Prozessen hervor:
- Ein Prozess ist ein Komplex – eine Einheit aus mehreren Stufen oder Phasen
- Dieser Komplex hat eine bestimmte zeitliche Verknüpfung und Einheit, sodass entsprechend Prozesse unverzichtbar eine zeitliche Dimension haben.
- Ein Prozess hat eine Struktur, eine eigene generische Form, durch die jeder konkrete Prozess eine bestimmte Ordnung oder Form erhält.

Wichtige Kategorien sind daher Zeit, Wandel, Emergenz, Fluss, Aktivität oder Innovation. Gegenüber der traditionellen, vom Substanzdenken geprägten Philosophie nennt Rescher folgende Thesen, die mit der Prozessphilosophie zu verbinden sind:
- Substanz kann nicht ohne Bezug auf einen Prozess gedacht werden.
- Eine rigorose Substanzmetaphysik hat keine Erklärung für Handeln und Wandel.
- Prozesse haben eine natürliche Eigendynamik, die zu neuen Prozessen führt.
- Ein Prozessansatz kann mit einer Theorie der Substanzen erfolgreich verbunden werden.
- Die Identität und Identifikation von Substanzen ist unabweislich an das Vorhandensein von Prozessen gebunden.
- Der Prozessansatz vermeidet oder minimiert das Problem der Universalien.
- Der Prozessansatz kann leichter mit den modernen empirischen Wissenschaften (Physik, Biologie, Sozialwissenschaften) verbunden werden.
- Der Prozessansatz vermittelt eine natürlichere Sicht auf Personen und Persönlichkeit.
- Der Prozessansatz bietet eine überlegene Erklärung für die Entstehung, Entwicklung und Handhabung von Informationen.
- Der Prozessansatz bietet einen effektiveren Rahmen für Verständnis des Vorgehens und der Ergebnisse rationaler Forschung.
- Prozesstheologie vermeidet eine Reihe von Widersprüchen, die mit der Vorstellung von Gott als Substanz entstehen.
- Mit dem Prozessansatz ergibt sich ein leichterer Zugang zur Philosophie und zum Philosophieren.